# Ville close de l'Anjou

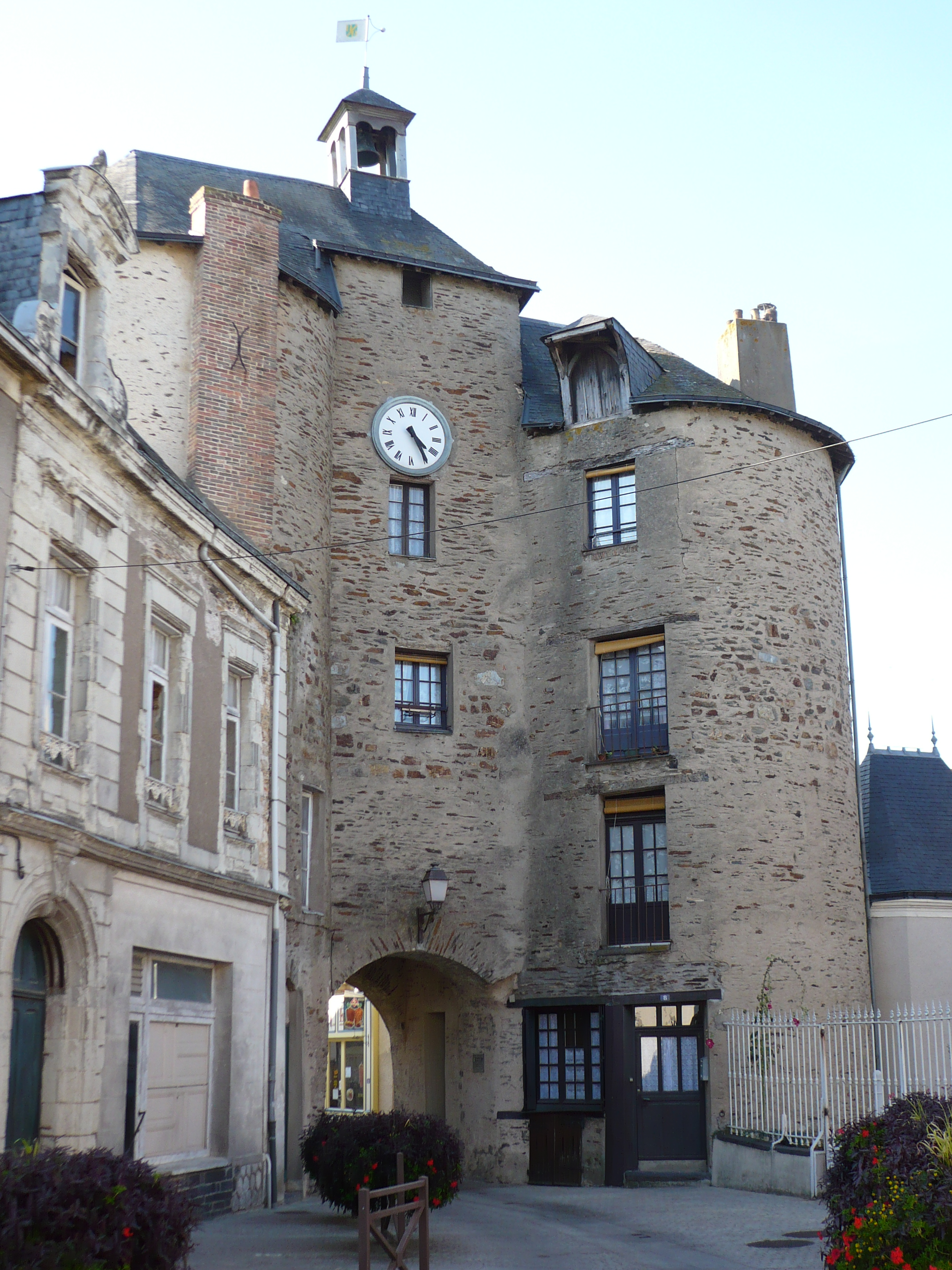
Porte Angevine, à Pouancé

Les villes closes de l'Anjou étaient des cités d'importance situées dans l'ancienne province française d'Anjou, et qui eurent le droit d'édifier des remparts dès le Moyen Âge. Une partie de cet héritage architectural fut détruit au cours des siècles, mais plusieurs enceintes subsistantes témoignent de l'importance de ces ouvrages militaires.

## Historique
L'Anjou possédait autrefois trente-deux villes closes ou villes fortes. 
Ces cités angevines étaient ceintes de remparts continus flanqués de tours, bordés de fossés et percés de portes. 
Ces enceintes avaient à la fois une fonction sécuritaire en temps de guerre et une fonction financière, comme lieu d’octroi et de prélèvements de taxes diverses en temps de paix.

## Géographique
Vingt-sept villes closes se trouvent dans le département de Maine-et-Loire, deux en Mayenne angevine, une en Sarthe et deux en Indre-et-Loire. 
Peu d'entre elles ont conservé des portes de ville : Champtoceaux, Montreuil-Bellay, Durtal, Baugé, Châtelais et Pouancé. Montreuil-Bellay et Pouancé sont les seules à avoir conservé une partie de leur enceinte médiévale. La ville intra-muros de Montreuil-Bellay, encore homogène aujourd'hui, a peu évolué après le XVe siècle.

## Villes closes de l'Anjou
| \| Angers · Baugé · Beaufort-en-Vallée · Beaupréau · Candé · Champtoceaux · Châtelais · Chemillé · Cholet · Doué-la-Fontaine · Durtal · Le Lion-d'Angers · Martigné-Briand · Maulévrier · Montfaucon-Montigné · Montjean-sur-Loire · Montreuil-Bellay · Montsoreau · Les Ponts-de-Cé · Pouancé · Le Puy-Notre-Dame · Rochefort-sur-Loire · Saint-Florent-le-Vieil · Saumur · Segré · Thouarcé · Vihiers · Château-Gontier · Craon (Mayenne) · Rillé · Savigné-sur-Lathan · Le Lude \| Implantation des villes closes de l'Anjou |
| Angers · Baugé · Beaufort-en-Vallée · Beaupréau · Candé · Champtoceaux · Châtelais · Chemillé · Cholet · Doué-la-Fontaine · Durtal · Le Lion-d'Angers · Martigné-Briand · Maulévrier · Montfaucon-Montigné · Montjean-sur-Loire · Montreuil-Bellay · Montsoreau · Les Ponts-de-Cé · Pouancé · Le Puy-Notre-Dame · Rochefort-sur-Loire · Saint-Florent-le-Vieil · Saumur · Segré · Thouarcé · Vihiers · Château-Gontier · Craon (Mayenne) · Rillé · Savigné-sur-Lathan · Le Lude                                                 |

### Maine-et-Loire
Angers,  Baugé,  Beaufort-en-Vallée,  Beaupréau,  Candé,  Champtoceaux, 
Châtelais, Chemillé, Cholet, Doué-la-Fontaine, Durtal, Le Lion-d'Angers, Martigné-Briand, Maulévrier, Montfaucon, Montjean-sur-Loire, Montreuil-Bellay, Montsoreau, Les Ponts-de-Cé, Pouancé, Le Puy-Notre-Dame, Rochefort-sur-Loire, Saint-Florent-le-Vieil, Saumur, Segré, Thouarcé, Vihiers.

### Mayenne
Château-Gontier et Craon

### Indre-et-Loire
Rillé et Savigné-sur-Lathan

### Sarthe
Le Lude

## Sources
1. ↑  Les villes closes de l'Anjou